# Estação Ferroviária de Vila Franca de Xira
A estação ferroviária de Vila Franca de Xira, originalmente denominada apenas de Vila Franca (nome anteriormente grafado como "Villa"), é uma interface da Linha do Norte, que se situa na localidade de Vila Franca de Xira, no Distrito de Lisboa, em Portugal.

## Descrição

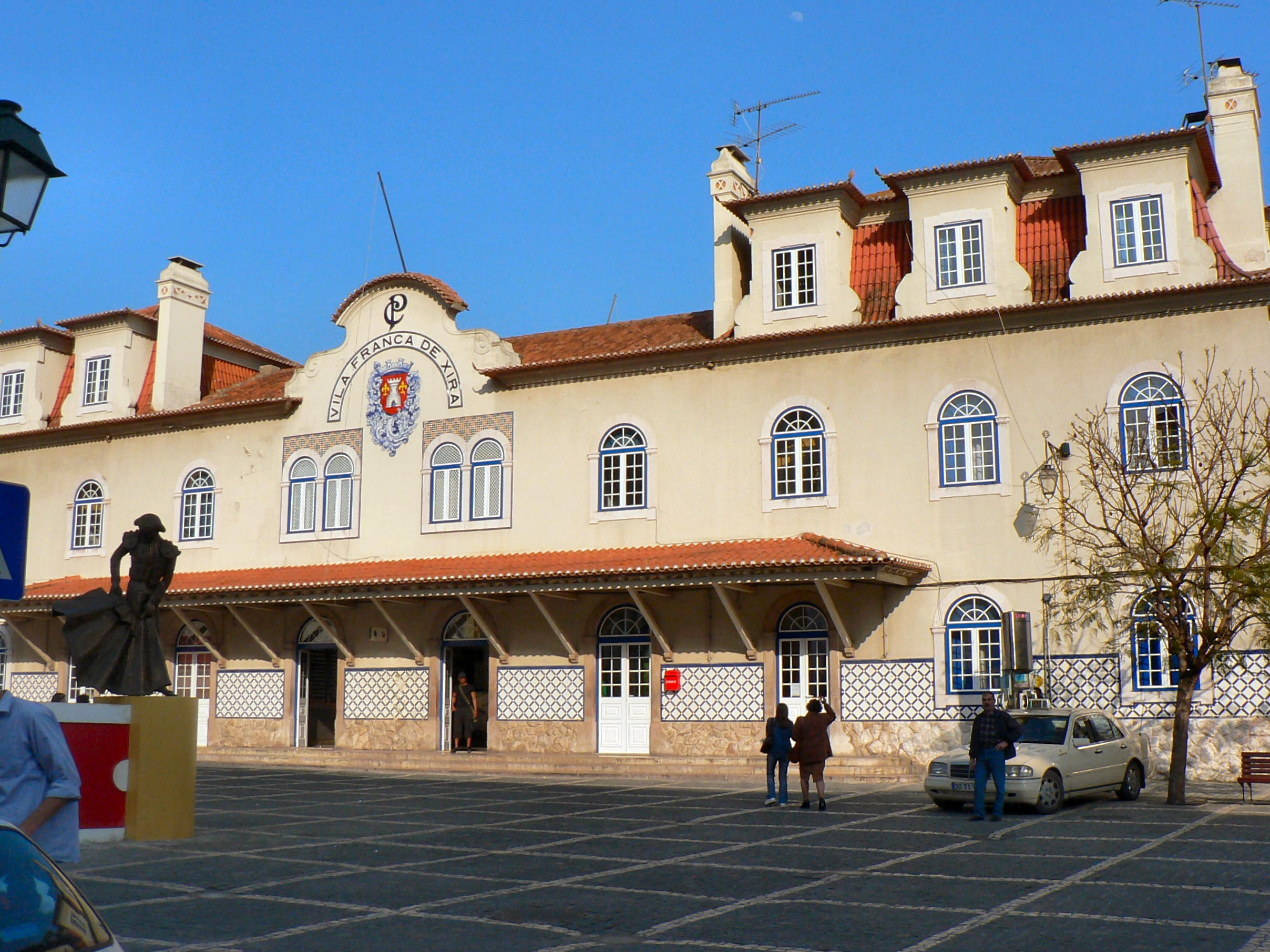
Acesso ao exterior da Estação de Vila Franca de Xira, em 2006

### Localização e acessos
Localiza-se em frente ao Largo Marquês de Pombal, na cidade de Vila Franca de Xira.

### Infraestrutura
Como apeadeiro de uma linha em via dupla, esta interface apresenta-se nas duas vias de circulação (I e II), cada uma acessível por plataforma — ambas de 220 m de comprimento, tendo a I altura de 90 cm em 140 m da sua extensão e apenas 35 cm em 70 m, enquanto que a II tem 90 cm de altura em toda a sua extensão.
O edifício de passageiros, em estilo tradicional português, está ornamentado com painéis de azulejos da autoria de Jorge Colaço, instalados em 1930, fornecidos pela Câmara Municipal de Vila Franca de Xira. Situa-se do lado oés-noroeste da via (lado esquerdo do sentido ascendente, a Campanhã).
Situa-se junto a esta estação a substação de tração de Vila Franca de Xira, de serviço complexo e contratada à C.P., que assegura aqui a eletrificação de partes das linhas do Norte, de Vendas Novas, e de Cintura, e da totalidade das concordâncias de Setil e de Xabregas, entre as zonas neutras de Muge, Vale de Santarém, e de Entrecampos e o término do troço eletrificado, em Santa Apolónia; complementarmente existe também a zona neutra de Vila Franca de Xira que divide em duas partes, isolando-as, o referido troço da rede alimentado por esta subestação.

### Serviços
Em dados de 2023, esta estação é servida por comboios de passageiros da C.P. de tipo urbano do serviço “Linha da Azambuja”, que circulam entre Santa Apolónia, Alcântara-Terra, e Azambuja ou Castanheira do Ribatejo, com 60 circulações diárias em cada sentido aos dias úteis e 12 aos fins de semana, de tipos regional e inter-regional, tipicamente com três circulações diárias entre Santa Apolónia e Coimbra-B e quatro no sentido inverso, e com seis circulações diárias em cada sentido entre Santa Apolónia e Entroncamento ou Covilhã ou Guarda, e também de tipo intercidades, com três circulações diárias em cada sentido entre Santa Apolónia e Guarda.

## História

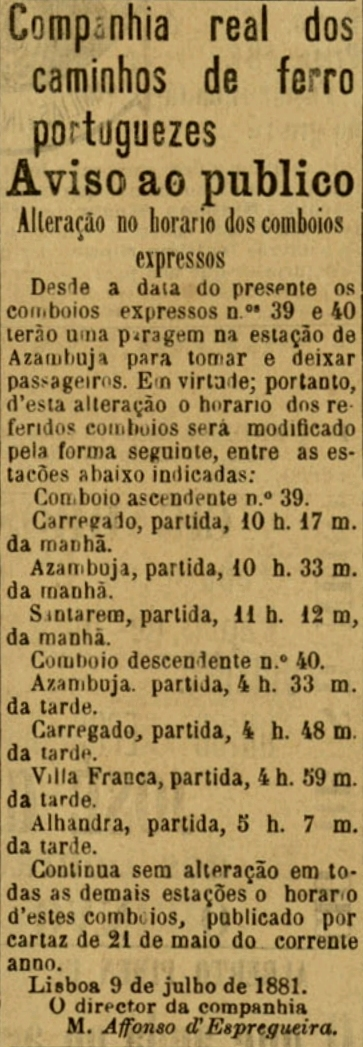
Anúncio de 1881, onde esta estação surge com o nome original: Villa Franca

### Século XIX
Nas bases para o concurso do Caminho de Ferro de Lisboa à Fronteira de Espanha, publicadas em 1852, previa-se que a primeira secção, até à Estação Ferroviária de Santarém, transitasse junto à localidade de Vila Franca de Xira. O projecto para aquele lanço foi feito por Thomaz Rumball, fazendo a linha passar junto a Vila Franca de Xira, e aprovado pelo governo em 3 de Fevereiro de 1853. Sobre a passagem da via férrea por Vila Franca de Xira, Rumball escreveu que «em consequência da posição especial desta povoação, por se encontrar na raiz de elevadas montanhas, que lhe ficam ao norte e por chegarem as águas do Tejo mesmo às portas das habitações... estabeleci a linha com uma curva de raio de 2.974 metros em roda da povoação, do lado do rio, e propunha levar a linha sobre um viaduto de madeira, cuja maior altura será de 18 pés e 9 polegadas, passando sobre a rua do Cais, que é uma das principais da povoação. Continuaria até à rua que vai à ponte dos Vapores, descendo para a rua dos Pedros, acabando naquele ponto o viaduto.». A construção da ponte foi autorizada por uma portaria de 31 de Outubro daquele ano. A Companhia Real dos Caminhos de Ferro Portugueses apresentou uma proposta para substituir o viaduto por uma passagem de nível, sugestão que foi recusada pelo Ministro das Obras Públicas, Fontes Pereira de Melo, numa portaria de 2 de Maio de 1854, que no entanto autorizou a companhia a fazer estudos para mudar o traçado da linha para Norte da vila, afastando a via da margem do rio.
A construção do caminho de ferro encontrou forte oposição no concelho de Vila Franca de Xira, por influência dos interesses já estabelecidos, que temiam as alterações sociais que viriam com o desenvolvimento dos transportes. No entanto, estas críticas foram afastadas pela exigência de meios de transporte mais adequados às novas necessidades, tendo-se assistido, com as novas vias férreas e rodoviárias, a um incremento das actividades comerciais e industriais, que transformaram o tecido social e económico na região do Baixo Ribatejo.
O lanço entre Lisboa e o Carregado, que inclui a estação de Vila Franca de Xira, foi inaugurado em 28 de Setembro de 1856, sendo nessa altura denominado de Caminho de Ferro do Leste. O comboio inaugural, transportando a família real e vários convidados, fez uma paragem de dois minutos em Vila Franca de Xira, no caminho para o Carregado.

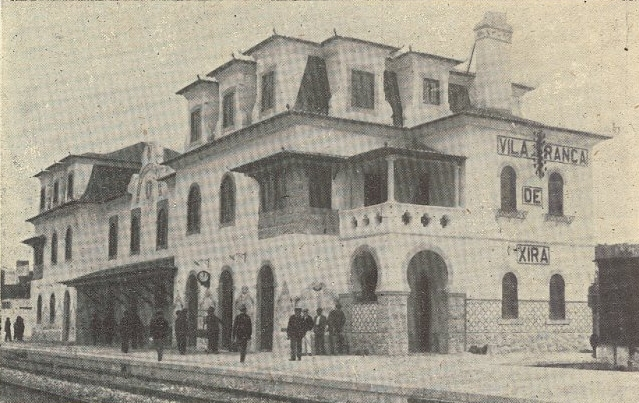
Nova estação de Vila Franca de Xira

### Século XX
Em 1913, a estação era servida por carreiras de diligências até Alenquer, Samora Correia e Benavente. Na madrugada de 14 de Janeiro de 1914, os funcionários da Companhia dos Caminhos de Ferro Portugueses entraram em greve, levando à supressão de grande parte dos serviços, incluindo o primeiro comboio da manhã, o chamado comboio operário, que seguia para Vila Franca de Xira.
Em 1924, uma viagem desde Lisboa até Vila Franca de Xira demorava cerca de 1h20m nos comboios tranvias e ómnibus. Nesse ano, existiam diigências diárias ligando a estação a Benavente e Salvaterra de Magos. Em 1928, foi inaugurada a nova gare de Vila Franca de Xira, embora as obras só tenham sido concluídas nos finais do ano seguinte.
Em 1939, a Companhia dos Caminhos de Ferro Portugueses já tinha estudado a adaptação à tracção eléctrica das Linhas de Sintra, de Cintura e do Norte até Vila Franca de Xira. No entanto, os efeitos da Primeira Guerra Mundial e da Guerra Civil Espanhola, a crise económica e a concorrência do transporte rodoviário deterioram as condições financeiras da Companhia, impossibilitando a execução deste projecto, que acabou por ser suspenso após o início da Segunda Guerra Mundial. A electrificação da Linha de Sintra e da Linha do Norte até ao Carregado só foi oficialmente inaugurada em 28 de Abril de 1956.
Em 16 de Agosto de 1947, o comboio 1003 descarrilou no interior da gare de Vila Franca de Xira, provocando vinte mortos e setenta feridos. A Companhia dos Caminhos de Ferro Portugueses anunciou no Diário do Governo n.º 92, III Série, de 17 de Abril de 1952, que ia iniciar uma carreira de autocarros entre as gares de Vendas Novas e Vila Franca de Xira.
Vila Franca de Xira teve categoria de estação até pelo menos 1988.
No final dos anos 1990, discutia-se a possibilidade de converter em subterrâneo o canal de via da Linha do Norte que atravessa a localidade, “libertando” a superfície para «novos espaços de lazer» e respondendo a preocupações de segurança; esta alteração era defendida pela Assembleia de Freguesia de Vila Franca de Xira e pelo P.S.D. local, enquanto que a C.P. se opunha por motivos técnicos.

### Século XXI
Em Janeiro de 2011, esta estação contava com duas vias de circulação, com 255 e 180 m de comprimento; as duas plataformas apresentavam 228 e 159 m de extensão, e 90 cm de altura — valores mais tarde alterados para os atuais.

### Ligações planeadas a outras linhas
Em 1880, quando estavam em planeamento os primeiros troços da Linha do Oeste, estudou-se uma linha do Carregado a Alenquer, que seria futuramente prolongado ao Bombarral, estabelecendo desta forma uma ligação entre os dois caminhos de ferro. Uma proposta paralela para esta linha apontou o seu início em Vila Franca de Xira, alegando que apesar de aumentar a sua extensão, iria melhorar o escoamento da produção agrícola e industrial do concelho para a Região Oeste, enquanto que no sentido contrário iria facilitar o acesso dos produtos do Oeste ao cais fluvial de Vila Franca de Xira. Depois de vários problemas na concessão, a Câmara Municipal chegou a acordo com o governo e a Companhia Real dos Caminhos de Ferro Portugueses, tendo-se comprometido a financiar a construção, com a condição da linha começar em Vila Franca. No entanto, as obras não avançaram, embora a linha tenha sido discutida no I Congresso Ribatejano em 1923, no qual participou uma delegação de Vila Franca, no II Congresso Ribatejano em 1928, e numa reunião de municípios em Peniche em Fevereiro de 1930, no qual se defendeu o entroncamento em Vila Franca.
Em 1890, foi ordenada a realização de estudos para uma linha entre Vila Franca de Xira e Vendas Novas, cujo ponto de entroncamento na Linha do Norte foi posteriormente passado para o Setil.